# Mauro Fiore
Mauro Fiore (ur. 15 listopada 1964 w Marzi we Włoszech) – amerykański operator filmowy urodzony we Włoszech, który w wieku 7 lat przeniósł się z rodziną do Stanów Zjednoczonych. Laureat Oscara i BAFTA 2010 za zdjęcia do filmu Avatar. Studiował w Columbia College w Chicago, gdzie poznał Janusza Kamińskiego.

## Filmografia
- 2016: Siedmiu wspaniałych[1]
- 2010: Drużyna A
- 2009: Avatar
- 2007: Królestwo
- 2006: As w rękawie
- 2006: Wezwanie
- 2005: Wyspa
- 2004: Jumbo Girl
- 2003: Łzy słońca
- 2002: The Hire: Ticker
- 2002: Autostrada
- 2001: Wyścig
- 2001: Dzień próby
- 2001: Centrum świata
- 2000: Stracone dusze
- 2000: Dorwać Cartera
- 1998: Mary-Kate i Ashley: Randka z billboardu
- 1998: Love From Ground Zero
- 1997: Szaleństwa miłości
- 1996: Następcy parszywej dwunastki
- 1996: Przypadkowe piekło
- 1995: Dominion: Gra o życie
- 1993: Drag
- 1986: Automaton